# پایگاه هوایی اسپایکر
پایگاه هوایی مجد التمیمی، که در گذشته به عنوان فرودگاه هوایی الصحرا و پس از حضور نظامیان آمریکایی به نام پایگاه هوایی اسپایکر (به انگلیسی: Speicher Airbase) نام‌گذاری شد؛ یکی از فرودگاه‌های نظامی عراق است که در نزدیکی تکریت و در شمال عراق واقع شده‌است. این فرودگاه نزدیک به ۱۷۰ کیلومتر فاصله در شمال بغداد واقع شده و ۱۱ کیلومتر با رودخانه دجله در زاویه غرب فاصله دارد.

## در گذر تاریخ
این پایگاه در اواسط دهه ۱۹۷۰ توسط نیروی هوایی عراق در منطقه تکریت تأسیس گردید. با ورود آمریکایی‌ها به عراق، این فرودگاه نظامی به سال ۲۰۰۳ دچار آسیب‌ها فراوانی گردید. باند اصلی و آشیانه بزرگ این فرودگاه دچار سانحه شده و در ژوئیه ۲۰۰۳ با آتش‌سوزی بزرگی در ساختمان‌های پایگاه، ساختمان‌ها به‌طور کلی نابود گردید. آمریکایی‌ها این فرودگاه را بازسازی نموده و نام فرودگاه را از الصحرا به پایگاه اسپایکر تغییر دادند. اسپایکر نام خلبان آمریکایی بود که در سال ۱۹۹۱ در جریان جنگ خلیج فارس، اولین کشته آمریکا محسوب می‌گردید.

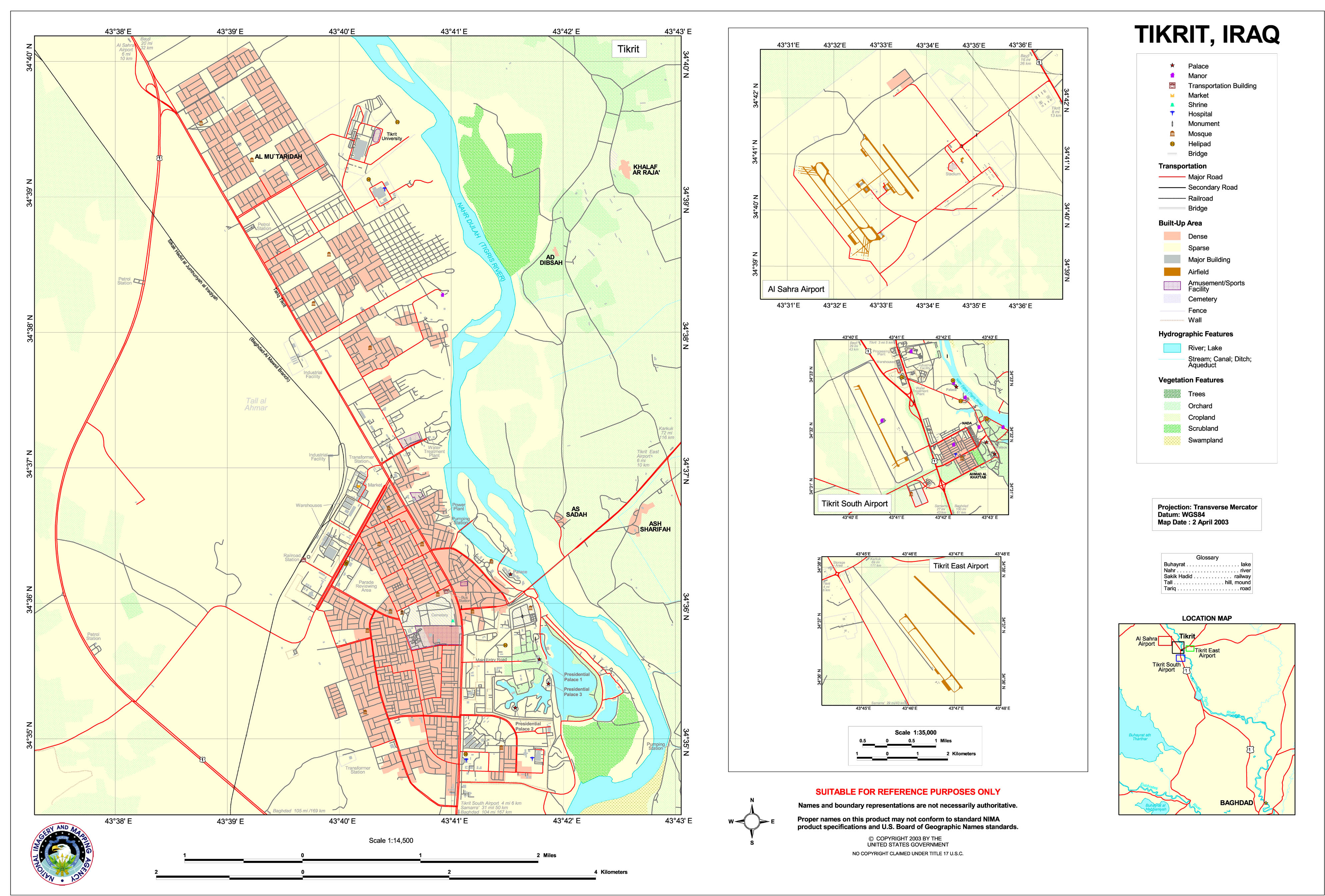
نقشه شهر تکریت (فرودگاه الصحرا، نام دیگر پایگاه هوایی اسپایکر)

### کشتار اسپایکر
در ژوئن ۲۰۱۴، با تصرف استان صلاح‌الدین توسط داعش، نیروهای داعش اقدام به تصرف پایگاه اسپایکر کردند. دانشجویان نظامی حاضر در پایگاه، پیش از محاصره پایگاه در اقدامی خطرناک، اقدام به خروج از پایگاه کردند. همین امر سبب شد تا نیروهای دانشجو توسط داعش دستگیر، و پس از مدتی در کاخ ریاست جمهوری تکریت، همگی کشتار جمعی شوند. در این کشتار از بین ۴۰۰۰ سرباز حاضر در اسپایکر، ۱۹۰۷ نفر کشته شدند.
در اینکه داعش در این حمله، موفق به تصرف پایگاه نظامی اسپایکر شد یا نه، اختلافاتی در منابع خبری وجود دارد. بنابر یک گزارش خبری، داعشی‌ها توانستند باند فرودگاه را تصرف نمایند. سربازان باقی مانده در پایگاه به مقابله با نیروهای داعشی پرداختند و بارسیدن نیروهای دولتی، و با کشته شدن ۲۵ تا ۳۵ نفر از داعشی‌ها، نیرهای پایگاه، از طریق پرواز به خارج از پایگاه منتقل شدند. دو روز پس از واقعه، ارتش عراق از در دست گرفتن مجدد پایگاه و ایجاد حالت ایمن در آنجا را تأیید کرد.